# Bennekom
Pour les articles homonymes, voir Bennekom (homonymie).
Bennekom est un village situé dans la commune néerlandaise d'Ede, dans la province de Gueldre. Le 1er janvier 2006, le village comptait 14 810 habitants.

## Personnalités liées
- Titia Hoogendorn, actrice néerlandaise y est née en 1989
- Henriette Laman Trip de Beaufort y a vécu, y est décédée et enterrée